# Парфененко Дмитро Миколайович
Дмитро Миколайович Парфененко, кандидат фізико-математичних наук (1989). Перший заступник Голови Фонду державного майна України (з травня 2014).

## Етапи біографії
Народився 22 травня 1964 (м. Київ).
Освіта: Київський університет імені Тараса Шевченка, механіко-математичний факультет (1986).
- 1989–1995 — викладач Київського університету імені Тараса Шевченка.
- З 1995 — у Фонді державного майна України.

## Державна діяльність
- Серпень 2000 — квітень 2010 — заступник Голови, грудень 2008 — квітень 2010 — в.о. Голови Фонду державного майна України.
- З травня 2010 — директор із зв'язків з державними установами ЗАТ «Старт-холдинг».
- З березня 2011 — начальник Головного управління комунальної власності, директор Департаменту комунальної власності Київської міськдержадміністрації.

## Службовий ранг
Державний службовець 3-го рангу (серпень 2001).

## Нагороди та почесні звання
- Медаль «За працю і звитягу» (січень 2006).
- Заслужений економіст України (травень 2004).

## Джерело
- Довідка
- Сайт Дмитра Парфененко